# Morienne
Ne doit pas être confondu avec la vallée de la Maurienne en Savoie.
Morienne est une commune française située dans le département de la Seine-Maritime en région Normandie.

## Géographie

### Description

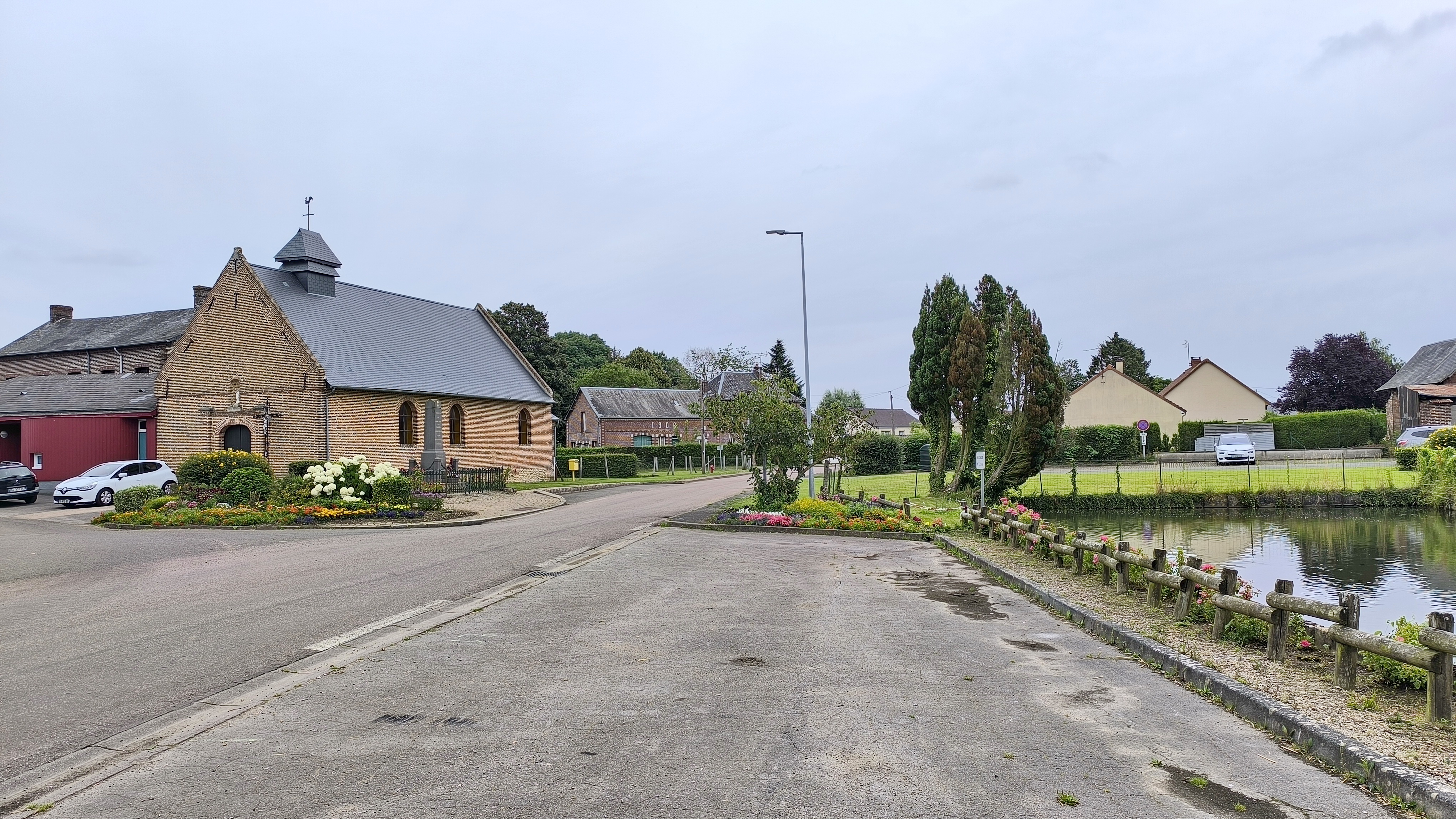
La rue Armand-Jabouille, lma mare et l'église.

Morienne est un village rural normand, jouxtant par l'ouest Aumale, surplombant la vallée de la Bresle
Il est situé à 20 km à vol d'oiseau au nord-est de Neufchâtel-en-Bray, 37 km au sud-est du Tréport et du littoral de la Manche, 17 km au sud de Blangy-sur-Bresle et 37 km d'Abbeville, 43 km à l'ouest d'Amiens, 49 km au nord-ouest de Beauvais et 58 km au nord-est de Rouen.
La commune se trouve dans la zone d'emploi de la Vallée de la Bresle-Vimeu et dans le bassin de vie d'Aumale.

### Communes limitrophes
Les communes limitrophes sont  Aumale, Ellecourt, Haudricourt et Marques.
|         |             | Ellecourt |
| Marques | Morienne    |           |
|         | Haudricourt | Aumale    |

### Géologie et relief
La superficie de la commune est de 8,91 km2 ; son altitude varie de 105  à   214 mètres.

### Hydrographie
La commune est située dans le bassin Seine-Normandie. Elle n'est drainée par aucun cours d'eau,.

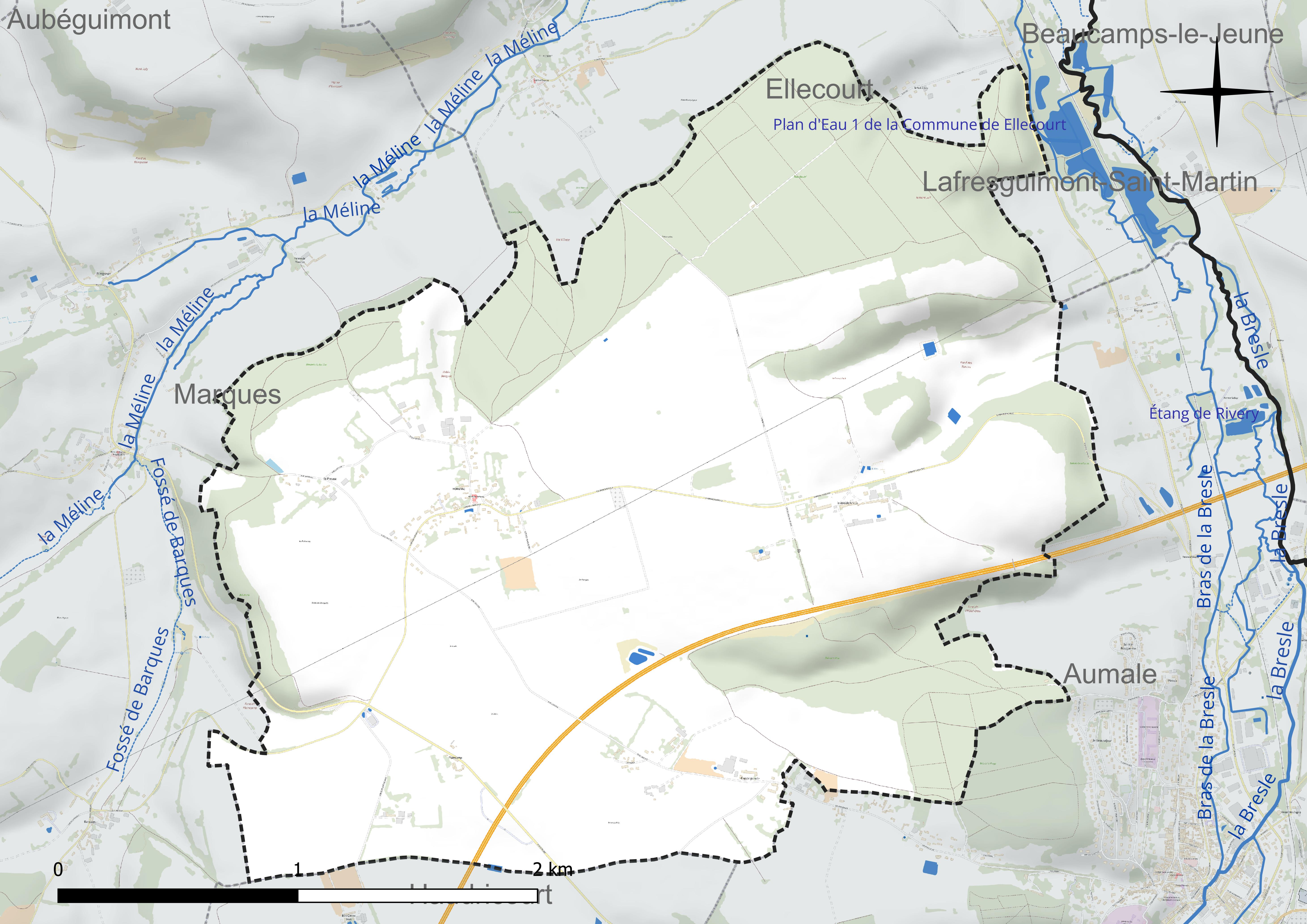
Réseau hydrographique de Morienne.

### Climat
Pour des articles plus généraux, voir Climat de la Normandie et Climat de la Seine-Maritime.
En 2010, le climat de la commune est de type climat océanique altéré, selon une étude du CNRS s'appuyant sur une série de données couvrant la période 1971-2000. En 2020, Météo-France publie une typologie des climats de la France métropolitaine dans laquelle la commune est exposée à un climat océanique et est dans la région climatique Côtes de la Manche orientale, caractérisée par un faible ensoleillement (1 550 h/an) ; forte humidité de l’air (plus de 20 h/jour avec humidité relative > 80 % en hiver), vents forts fréquents. Parallèlement le GIEC normand, un groupe régional d’experts sur le climat, différencie quant à lui, dans une étude de 2020, trois grands types de climats pour la région Normandie, nuancés à une échelle plus fine par les facteurs géographiques locaux. La commune est, selon ce zonage, exposée à un « climat contrasté des collines », correspondant au Pays de Bray, bien arrosé et frais.
Pour la période 1971-2000, la température annuelle moyenne est de 10 °C, avec une amplitude thermique annuelle de 13,8 °C. Le cumul annuel moyen de précipitations est de 870 mm, avec 13,3 jours de précipitations en janvier et 8,8 jours en juillet. Pour la période 1991-2020, la température moyenne annuelle observée sur la station météorologique la plus proche, située sur la commune de Bouelles à 17 km à vol d'oiseau, est de 10,7 °C et le cumul annuel moyen de précipitations est de 838,4 mm,. Pour l'avenir, les paramètres climatiques de la commune estimés pour 2050 selon différents scénarios d’émission de gaz à effet de serre sont consultables sur un site dédié publié par Météo-France en novembre 2022.

## Urbanisme

### Typologie

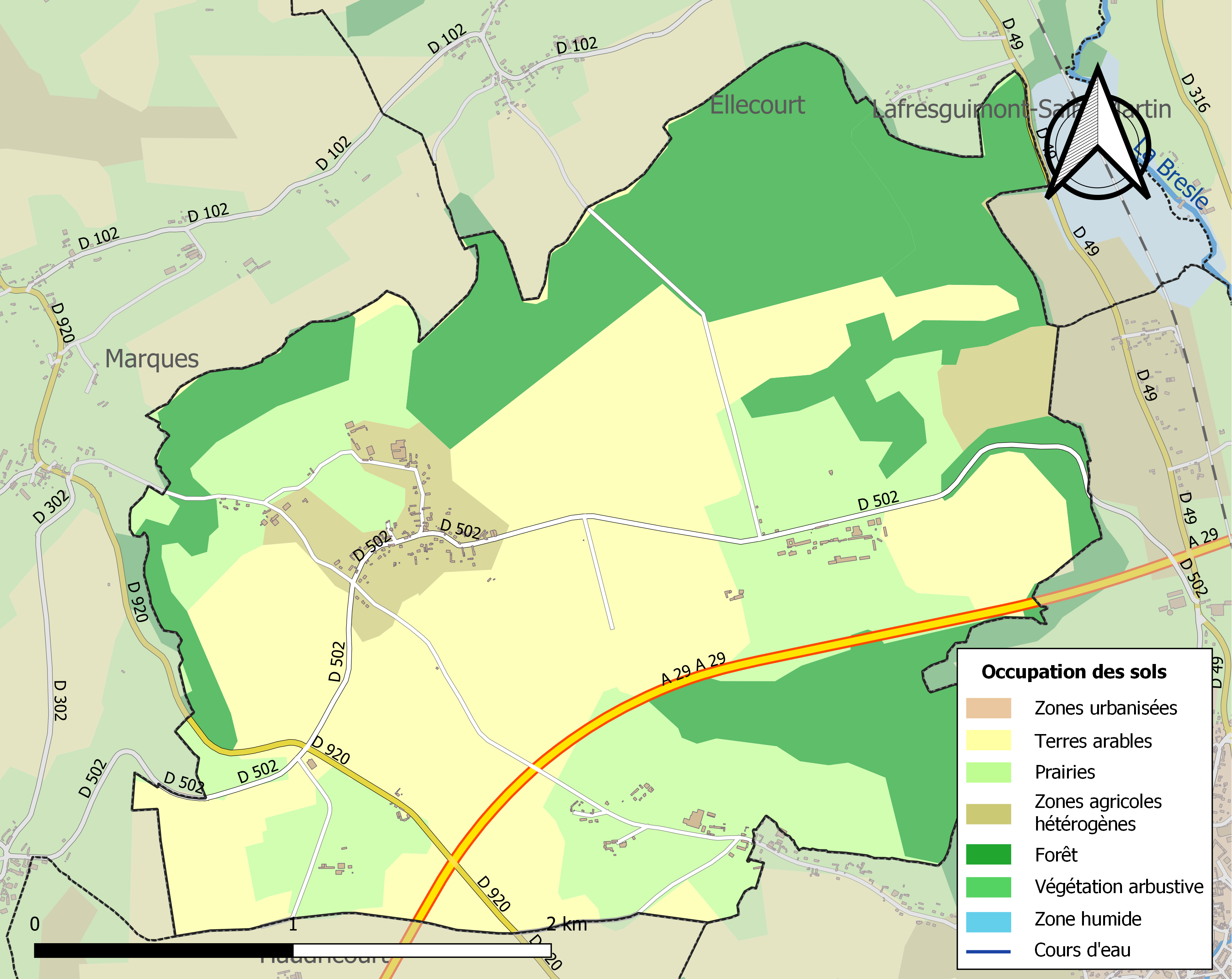
Carte des infrastructures et de l'occupation des sols de la commune en 2018 (CLC).

Au 1er janvier 2024, Morienne est catégorisée commune rurale à habitat dispersé, selon la nouvelle grille communale de densité à sept niveaux définie par l'Insee en 2022.
Elle est située hors unité urbaine et hors attraction des villes,.

### Occupation des sols
L'occupation des sols de la commune, telle qu'elle ressort de la base de données européenne d’occupation biophysique des sols Corine Land Cover (CLC), est marquée par l'importance des territoires agricoles (68,7 % en 2018), une proportion identique à celle de 1990 (68,7 %). La répartition détaillée en 2018 est la suivante : 
terres arables (38 %), forêts (31,2 %), prairies (24,9 %), zones agricoles hétérogènes (5,9 %). L'évolution de l’occupation des sols de la commune et de ses infrastructures peut être observée sur les différentes représentations cartographiques du territoire : la carte de Cassini (XVIIIe siècle), la carte d'état-major (1820-1866) et les cartes ou photos aériennes de l'IGN pour la période actuelle (1950 à aujourd'hui).

### Lieux-dits, hameaux et écarts
La commune compte deux hameaux, la Preuse et la ferme du Bois de la Ville.

### Habitat et logement
En 2021, le nombre total de logements dans la commune était de 86, alors qu'il était de 85 en 2016 et de 81 en 2011.
Parmi ces logements, 87,4 % étaient des résidences principales, 6,9 % des résidences secondaires et 5,7 % des logements vacants. Ces logements étaient  tous des maisons individuelles.
Le tableau ci-dessous présente la typologie des logements à Morienne en 2021 en comparaison avec celle de la Seine-Maritime et de la France entière. Une caractéristique marquante du parc de logements est ainsi une proportion de résidences secondaires et logements occasionnels (6,9 %) supérieure à celle du département (4,1 %) mais inférieure à celle de la France entière (9,7 %). 
| Typologie                                               | Morienne | Seine-Maritime | France entière |
| ------------------------------------------------------- | -------- | -------------- | -------------- |
| Résidences principales (en %)                           | 87,4     | 88             | 82,2           |
| Résidences secondaires et logements occasionnels (en %) | 6,9      | 4,1            | 9,7            |
| Logements vacants (en %)                                | 5,7      | 7,9            | 8,1            |

### Voies de communication et transports
L'Autoroute A29 traverse Morienne. Son accès le plus proche est la  12 à Haudricourt, et la route départementale 502 dessert la commune.

## Toponymie

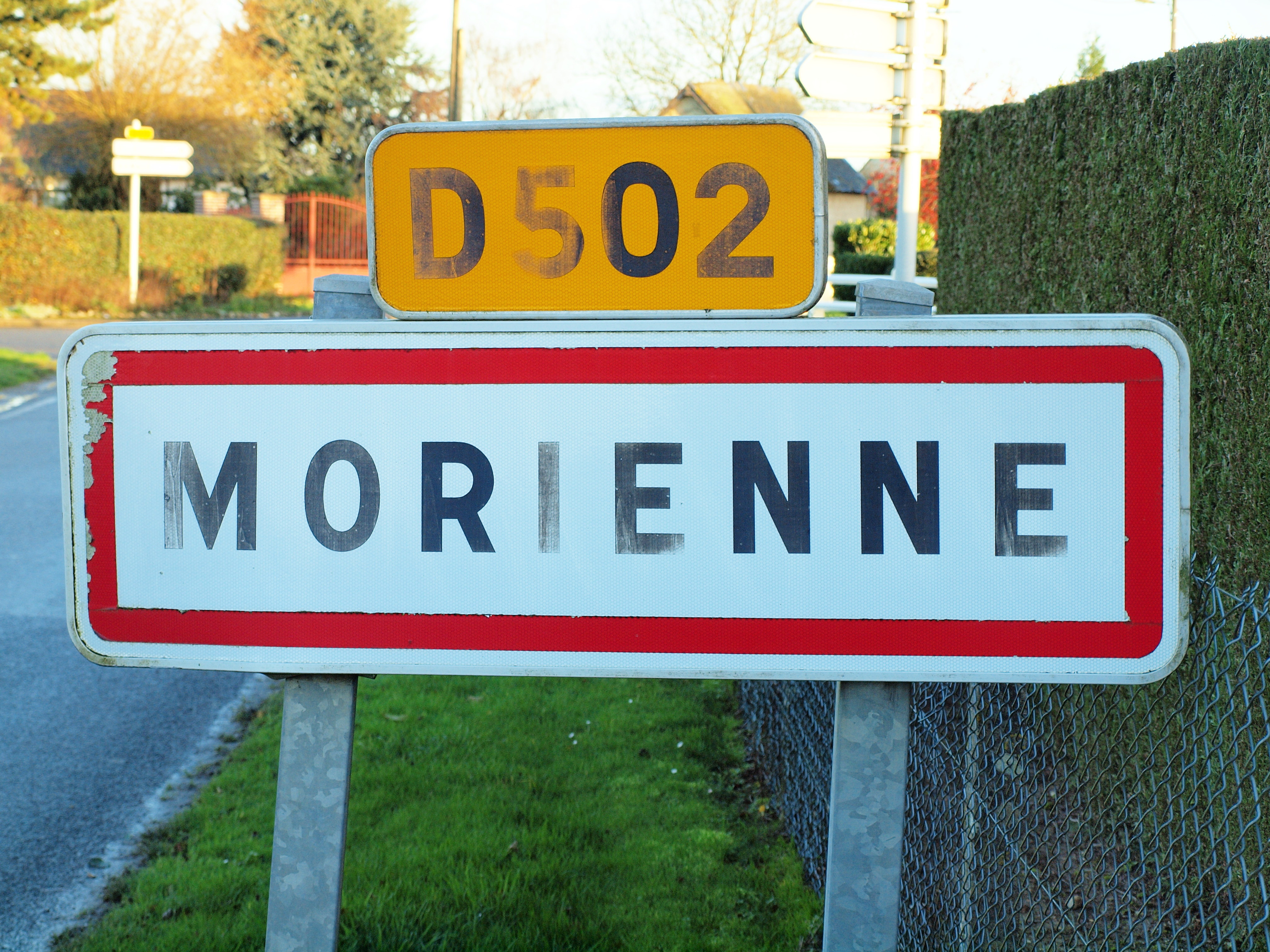

La localité est attestée sous les formes In Moriana entre 1066 et 1089, Morienne en 1462, Hameau de Moryenne en 1544, Morienne en 1715. .
La commune est instaurée par la Révolution française sous le nom de Sainte-Marguerite en 1801. Elle prend ultérieurement le nom de Sainte-Marguerite-lès-Aumale, avant de prendre celui de Morienne par la loi du 7 mars 1953,.

## Politique et administration

### Rattachements administratifs et électoraux

#### Rattachements administratifs
La commune se trouve depuis 1926 dans l'arrondissement de Dieppe du département de la Seine-Maritime.
Elle faisait partie depuis 1793 du canton d'Aumale. Dans le cadre du redécoupage cantonal de 2014 en France, cette circonscription administrative territoriale a disparu, et le canton n'est plus qu'une circonscription électorale.

#### Rattachements électoraux
Pour les élections départementales, la commune fait partie depuis 2014 du canton de Gournay-en-Bray.
Pour l'élection des députés, elle fait partie de la sixième circonscription de la Seine-Maritime.

### Intercommunalité
Morienne était membre de la communauté de communes du canton d'Aumale, un établissement public de coopération intercommunale (EPCI) à fiscalité propre créé fin 2001 et auquel la commune avait transféré un certain nombre de ses compétences, dans les conditions déterminées par le code général des collectivités territoriales.
La loi portant nouvelle organisation territoriale de la République (Loi NOTRe) du 7 août 2015 prescrit, dans le cadre de l'approfondissement de la coopération intercommunale, que les intercommunalités à fiscalité propre doivent, sauf exceptions, regrouper au moins 15 000 habitants.
Les communautés de communes de Blangy-sur-Bresle et du canton d'Aumale, dont aucune n'atteignait le seuil légal, ont donc été amenées à fusionner.
Cela aboutit à la création au 1er janvier 2017 de la communauté de communes interrégionale Aumale - Blangy-sur-Bresle,, dont la commune est désormais membre.

### Liste des maires
| Période   | Période                      | Identité                        | Étiquette | Qualité |
| --------- | ---------------------------- | ------------------------------- | --------- | --- |
| 1800      | 1808                         | Jean Charles Vasseur            |           | |
| 1808      | 1837                         | François Crepin                 |           | |
| 1837      | 1848                         | François By                     |           | |
| 1848      | 1850                         | Casimir Roger                   |           | |
| 1851      | 1852                         | Pierre Paschal Avril            |           | |
| 1852      | 1876                         | François Désiré Fenot           |           | |
| 1876      | 1880                         | César Roger                     |           | |
| 1880      | 1888                         | Eloi Crotiaux                   |           | |
| 1888      | 1912                         | Henri Guignon                   |           | |
| 1912      | 1912                         | François Adrien Damas Aubruchet |           | |
| 1913      | 1917                         | Alphonse Testu                  |           | |
| 1919      | 1922                         | Albéric Deldèvre                |           | |
| 1922      | 1924                         | Joseph Perrier                  |           | |
| 1925      | 1938                         | Alphonse Coquerel               |           | |
| 1938      | 1947                         | Lucien Lermurier                |           | |
| 1947      | 1971                         | Marius Lecointre                |           | |
| 1971      | 1974                         | Jacques Pan                     |           | |
| 1974      | 1975                         | Camille Lenormand               |           | |
| 1975      | 1995                         | Ferdinand Andrieux              | PS        | |
| mars 1995 | En cours (au 9 juillet 2020) | Jean-Claude Becquet             |           | Vice-président de la CC du Canton d'Aumale (2014 → 2016) Vice-président de la CC interrégionale Aumale - Blangy-sur-Bresle (2017 → ) Réélu pour le mandat 2020-2026, |

## Équipements et services publics
La commune dispose d'uine salle des fêtes, située entre la mairie-école et l'église, agrandie d'une maison des associations en 2020.

### Enseignement
Les enfants dela commune sont scolarisés avec ceux d’Ellecourt, Marques et Nullemont dans le cadre d'un regroupement pédagogique intercommunal (RPI) qui dispose d'écoles à Nullemont et à Marques.

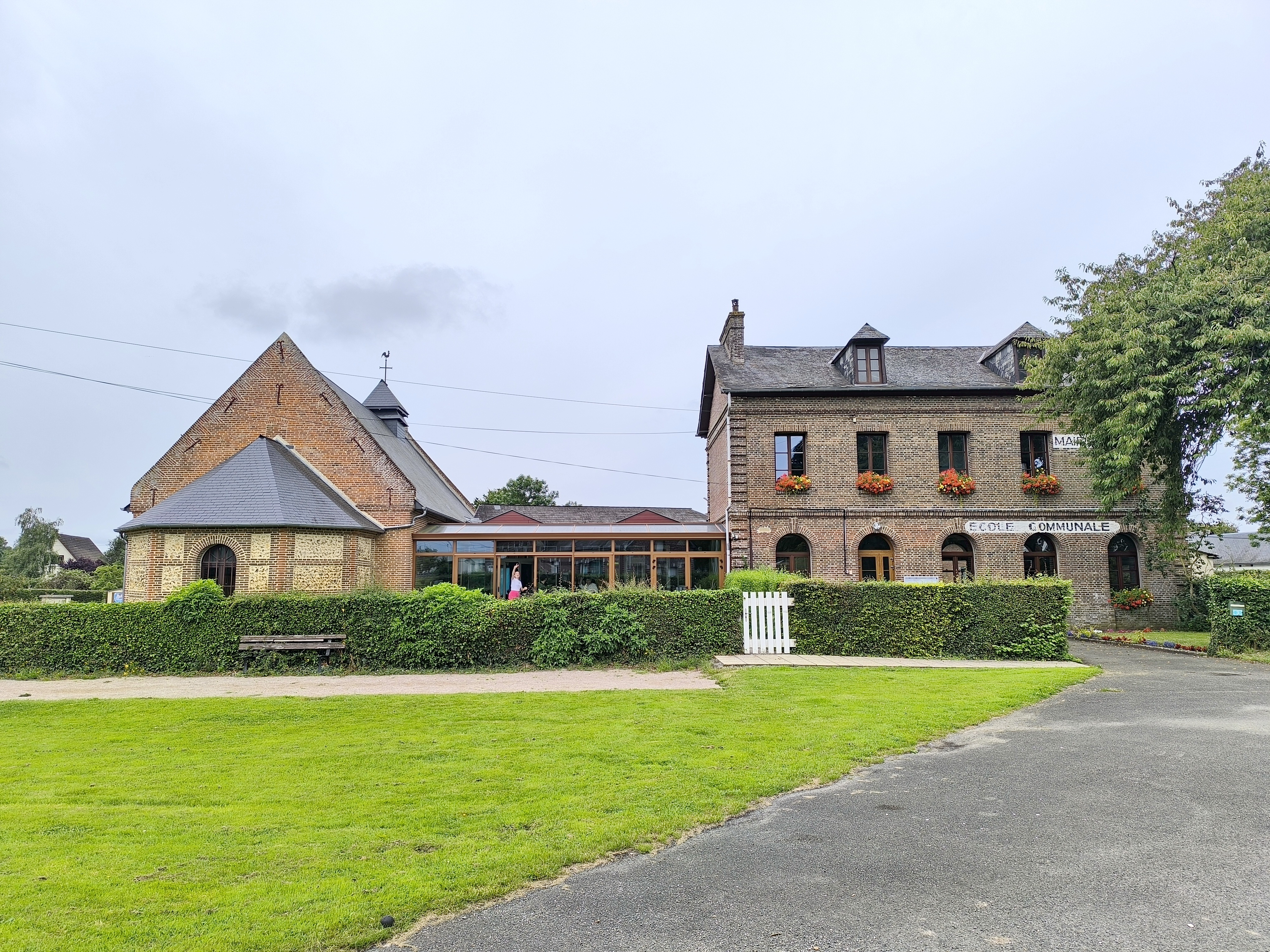
La salle polyvalente/maison des associations, entre l'église et la mairie

## Population et société

### Démographie
L'évolution du nombre d'habitants est connue à travers les recensements de la population effectués dans la commune depuis 1793. Pour les communes de moins de 10 000 habitants, une enquête de recensement portant sur toute la population est réalisée tous les cinq ans, les populations de référence des années intermédiaires étant quant à elles estimées par interpolation ou extrapolation. Pour la commune, le premier recensement exhaustif entrant dans le cadre du nouveau dispositif a été réalisé en 2004.

En 2022, la commune comptait 186 habitants, en évolution de +5,68 % par rapport à 2016 (Seine-Maritime : +0,35 %, France hors Mayotte : +2,11 %).
| 1793 | 1800 | 1806 | 1821 | 1831 | 1836 | 1841 | 1846 | 1851 |
| ---- | ---- | ---- | ---- | ---- | ---- | ---- | ---- | ---- |
| 697  | 532  | 527  | 574  | 574  | 535  | 552  | 562  | 525  |

| 1856 | 1861 | 1866 | 1872 | 1876 | 1881 | 1886 | 1891 | 1896 |
| ---- | ---- | ---- | ---- | ---- | ---- | ---- | ---- | ---- |
| 545  | 523  | 550  | 516  | 514  | 518  | 484  | 489  | 527  |

| 1901 | 1906 | 1911 | 1921 | 1926 | 1931 | 1936 | 1946 | 1954 |
| ---- | ---- | ---- | ---- | ---- | ---- | ---- | ---- | ---- |
| 478  | 415  | 434  | 453  | 409  | 417  | 462  | 472  | 208  |

| 1962 | 1968 | 1975 | 1982 | 1990 | 1999 | 2004 | 2006 | 2009 |
| ---- | ---- | ---- | ---- | ---- | ---- | ---- | ---- | ---- |
| 193  | 225  | 233  | 180  | 190  | 178  | 171  | 172  | 172  |

| 2014 | 2019 | 2022 | - | - | - | - | - | - |
| ---- | ---- | ---- | - | - | - | - | - | - |
| 175  | 188  | 186  | - | - | - | - | - | - |

### Cultes
Les fidèles catholiques sont rattachés à la paroisse Saint-Pierre et Saint-Paul d’Aumale – Bray – Picardie, du diocèse de Rouen.

## Culture locale et patrimoine

### Lieux et monuments
- Église Sainte-Clothilde, construite en 1732.
- Quatre calvaires.

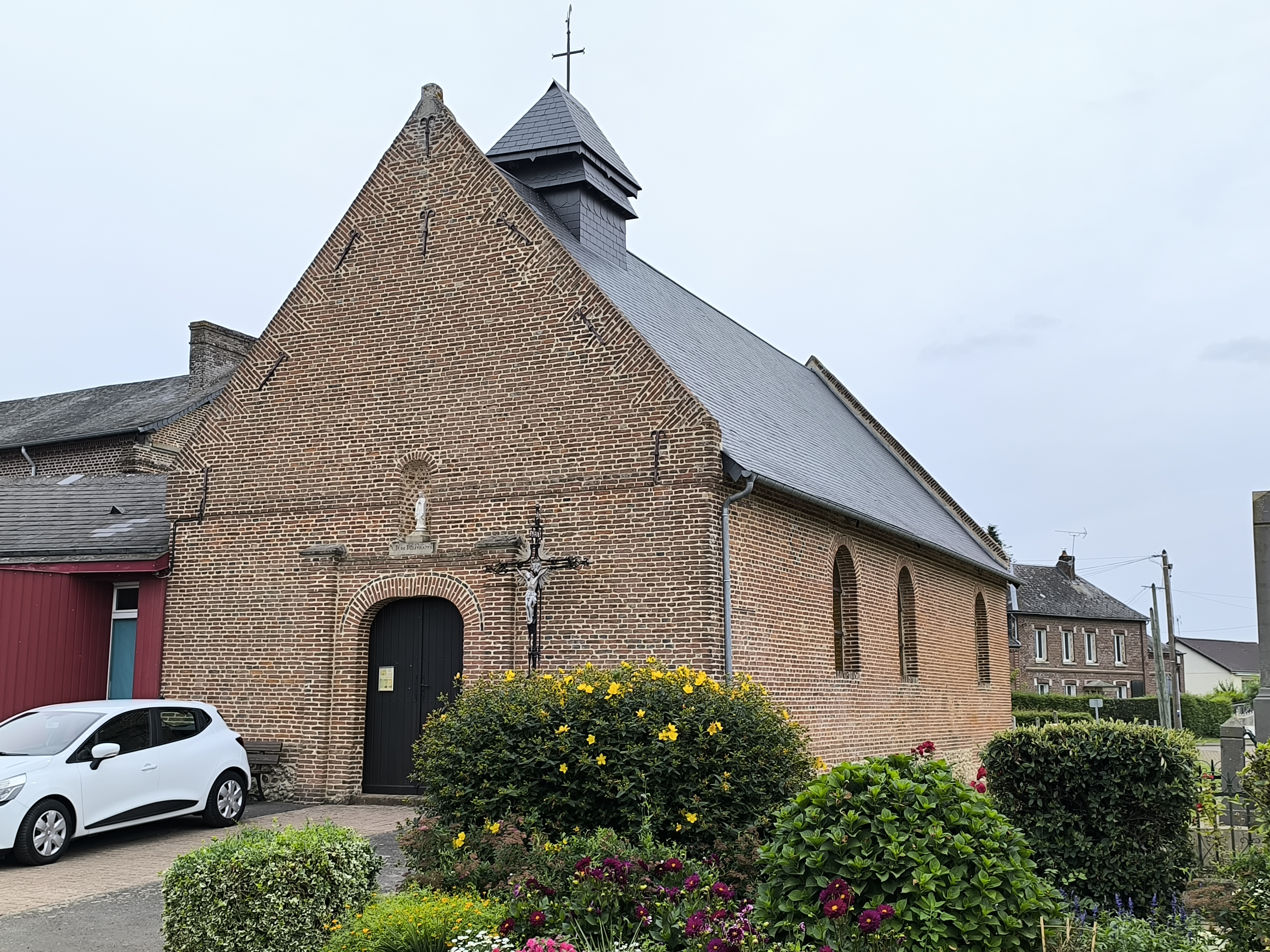
L'église...
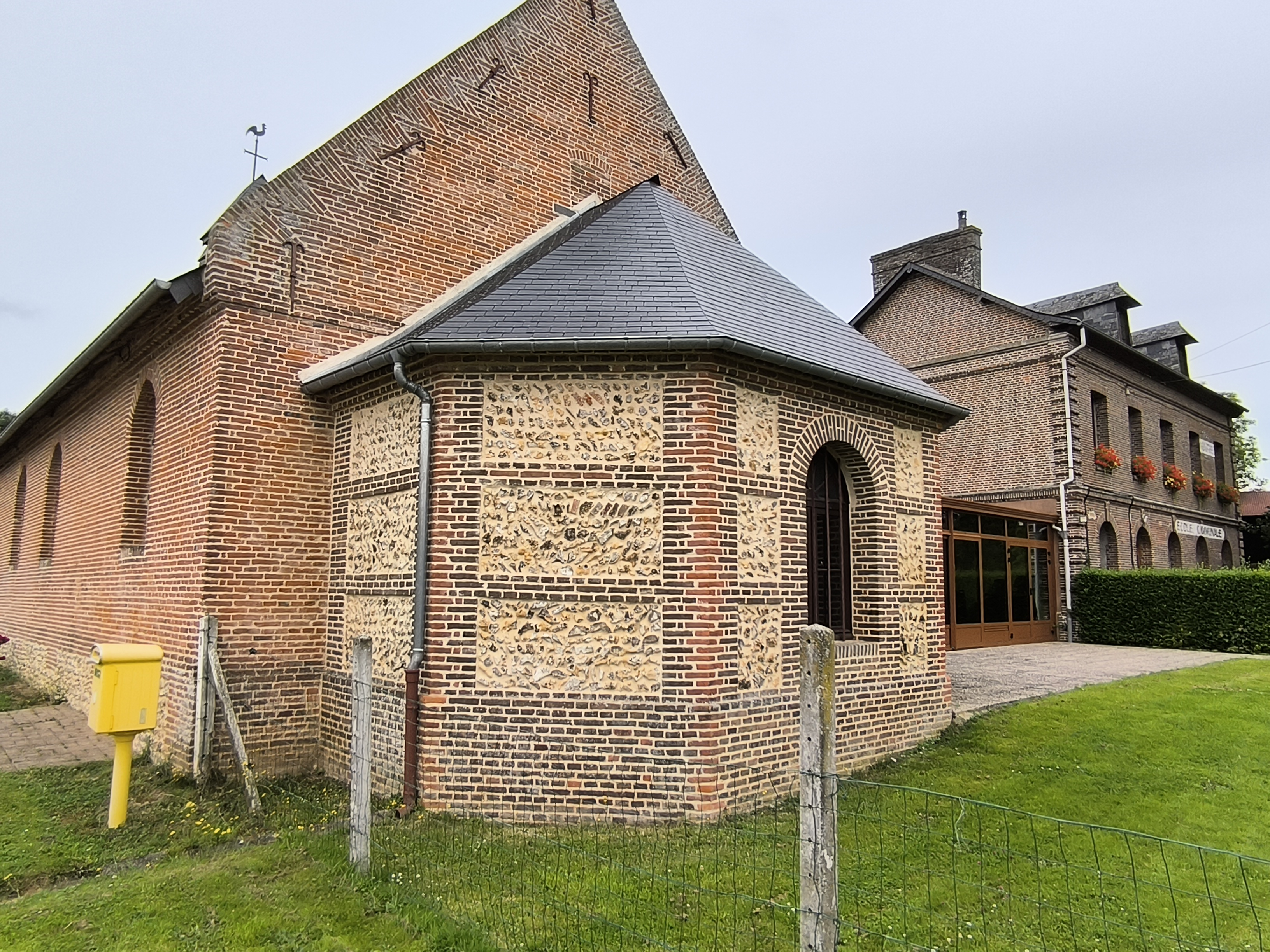
...et son chevet.
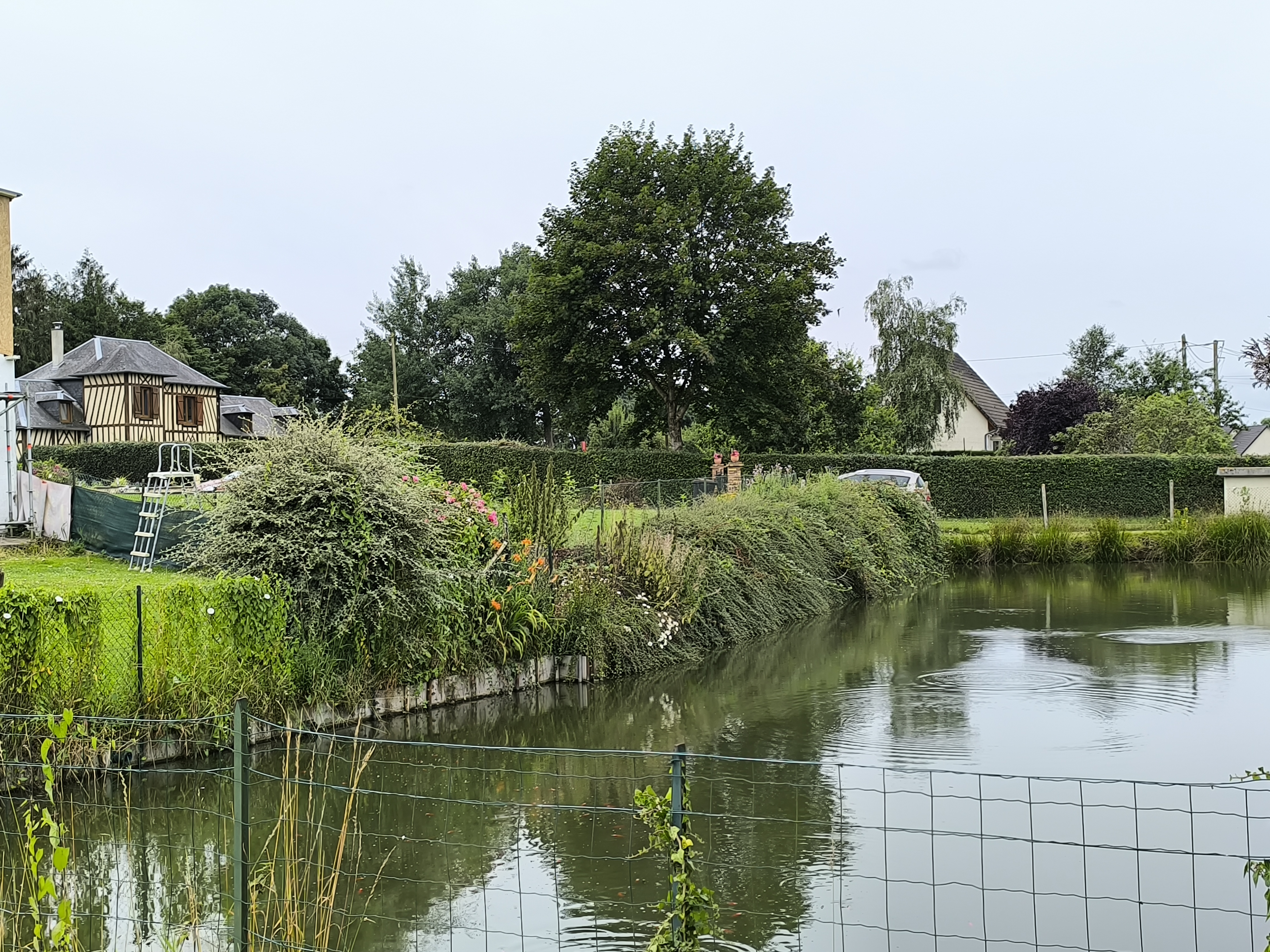
La mare.
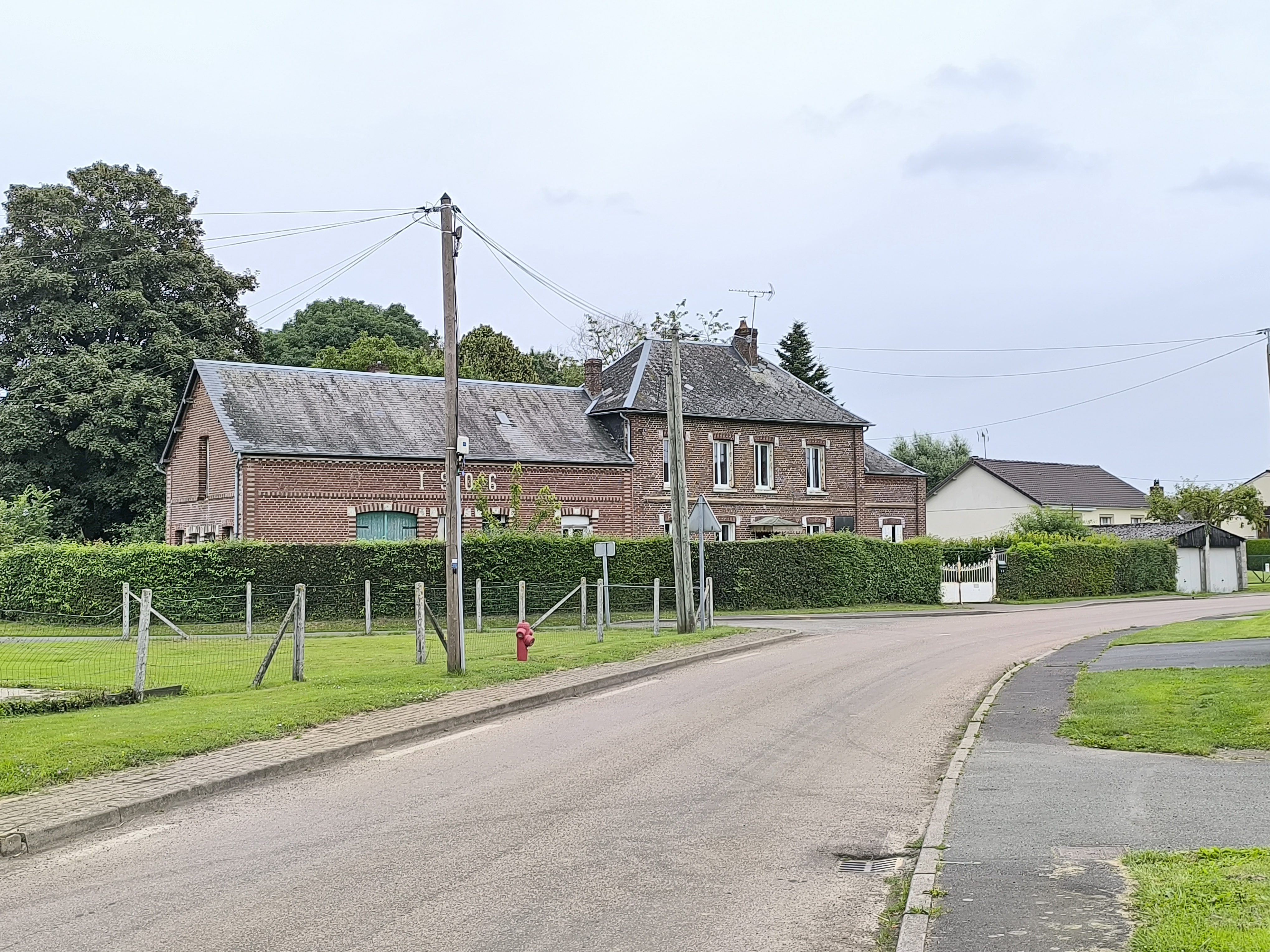
Ancienne ferme, datée de 1906.

### Personnalités liées à la commune
- Louis Lemoine (1788-1875), maire de Sotteville-lès-Rouen (1835-1847), chevalier de la Légion d'honneur, né à Sainte-Marguerite-lès-Aumale[29].

## Pour approfondir